# Франція (готель)
Готель «Франція» — пам'ятка архітектури і містобудування місцевого значення (охоронний номер 219-М від 14.07.1994).
Розташований за адресою: м. Вінниця, вул. Соборна, 34.

## Історія
У 1897 році Євгенія Прунмаєр, власниця земельної ділянки у центрі Вінниці, отримала дозвіл на будівництво триповерхового будинку.
По завершенню будівельних робіт на першому поверсі були розміщені крамниця та ресторан, на другому і третьому поверхах — готель «Французький».
Невдовзі будівля була віддана в оренду місцевому підприємцю Теофілу Янковському, який став власником готелю. Він залишився ним і після смерті Євгенії Прунмаєр, а будинок успадкували її діти Альфред та Марія.
У 1920 роках у будинку здійснено перепланування верхніх поверхів, які були пристосовані під житлові приміщення.
Після німецько-радянської війни на верхніх поверхах будинку був розташований онкодиспансер. На першому поверсі працював кафетерій «Вогник».
Будівля поступово занепадала; до того в ній ж сталися три пожежі. Після останньої з них у  2011 році, будинок придбав новий власник. Упродовж 2012—2015 років була здійснена його реконструкція та відкритий сучасний готель «Франція».

## Архітектура
Первісна триповерхова цегляна будівля готелю була зведена у 1897 році за проектом інженера Олексія Волкова у неокласичному стилі з елементами боз-ару.
Композиція фасаду будинку лінійна, асиметрична. Фасад першого поверху обладнаний великими прямокутними віконними отворами; площа стіни рустована.
Стіни другого і третього поверхів вертикально розділені фільончастими пілястрами з ліпним декором, а також прикрашені маскаронами з ліпними гірляндами на фільонках. Отвори вікон обладнані сандриками із ліпними вставками.
Фасад будинку має завершення у вигляді фриза спрощеного профілю, карниза з модульйонами над вікнами та парами модульйонів над пілястрами.
Балконні решітки другого та третього поверхів містять великі літери «А» та «М» (ініціали Альфреда та Марії — дітей Євгенії Прунмаєр).
Під час реконструкції головний фасад був укріплений металевим каркасом та збережений на відміну від будинку, який через аварійний стан був знесений. На його місці був зведений новий, з більшою площею приміщення та четвертим мансардним поверхом.

## Цікаві факти
- Під час реконструкції в підвалі будівлі були знайдені та відновлені автентичні  чавунні ліхтарні стовпи;

- в ході демонтажу старої телефонної будки була виявлена традиційна для початку ХХ століття табличка із латинським висловом «Cum deo» (З богом), яка зараз розташована на фасаді будинку[7];
- 21 листопада 2013 року біля входу в готель був відкритий пам'ятник Євгенії Прунмаєр[8].